# Patty Cake
„Patty Cake” – piosenka amerykańskiego rapera Kodaka Blacka. Została wydana przez Atlantic Records w dniu 9 sierpnia 2017 roku. Utwór jest singlem z debiutanckiego albumu studyjnego Blacka Painting Pictures.

## Teledysk
Oficjalny teledysk uzyskał ponad 79 milionów wyświetleń na YouTube. Wyreżyserował go Michael Garcia a za animacje odpowiadał Kimson Albert za produkcję Shiri Fauer i Bruno Biel, a za montaż Carlos Gonzalez.
Teledysk, przedstawia Blacka jako „animowaną kreskówkową postać uczęszczającą do liceum”, Black pojawia się w klasie, stojąc na biurku i śpiewając, jednocześnie walcząc o zostanie królem szkoły. Później, na szkolnym tańcu pojawia się Black, ubrany w czerwony garnitur i złote łańcuchy, wchodzi na scenę, wykonuje swoją piosenkę i ostatecznie zostaje królem szkoły. Wideo kończy się, gdy Kodak zostaje koronowany i odchodzi.

## Pozycje na listach
| Lista (2017)                          | Pozycja |
| ------------------------------------- | ------- |
| USA Billboard Hot 100                 | 76      |
| USA Hot R&B/Hip-Hop Songs (Billboard) | 33      |
| USA Hot Rap Songs (Billboard)         | 24      |